# Юрченко Катерина Василівна
Юрченко Катерина Василівна (нар. 19 серпня 1976 р.) — український спринтерська каноїстка, яка змагалася в середині 90-х. На літніх Олімпійських іграх 1996 року в Атланті вона вибула в півфіналі як на дистанції К-2 500 м, так і на дистанції К-4 500 м.
Батько Юрченко, Василь, виграв дві олімпійські медалі у веслуванні на каное наприкінці 1970-х — на початку 1980-х.